# Neitokainen

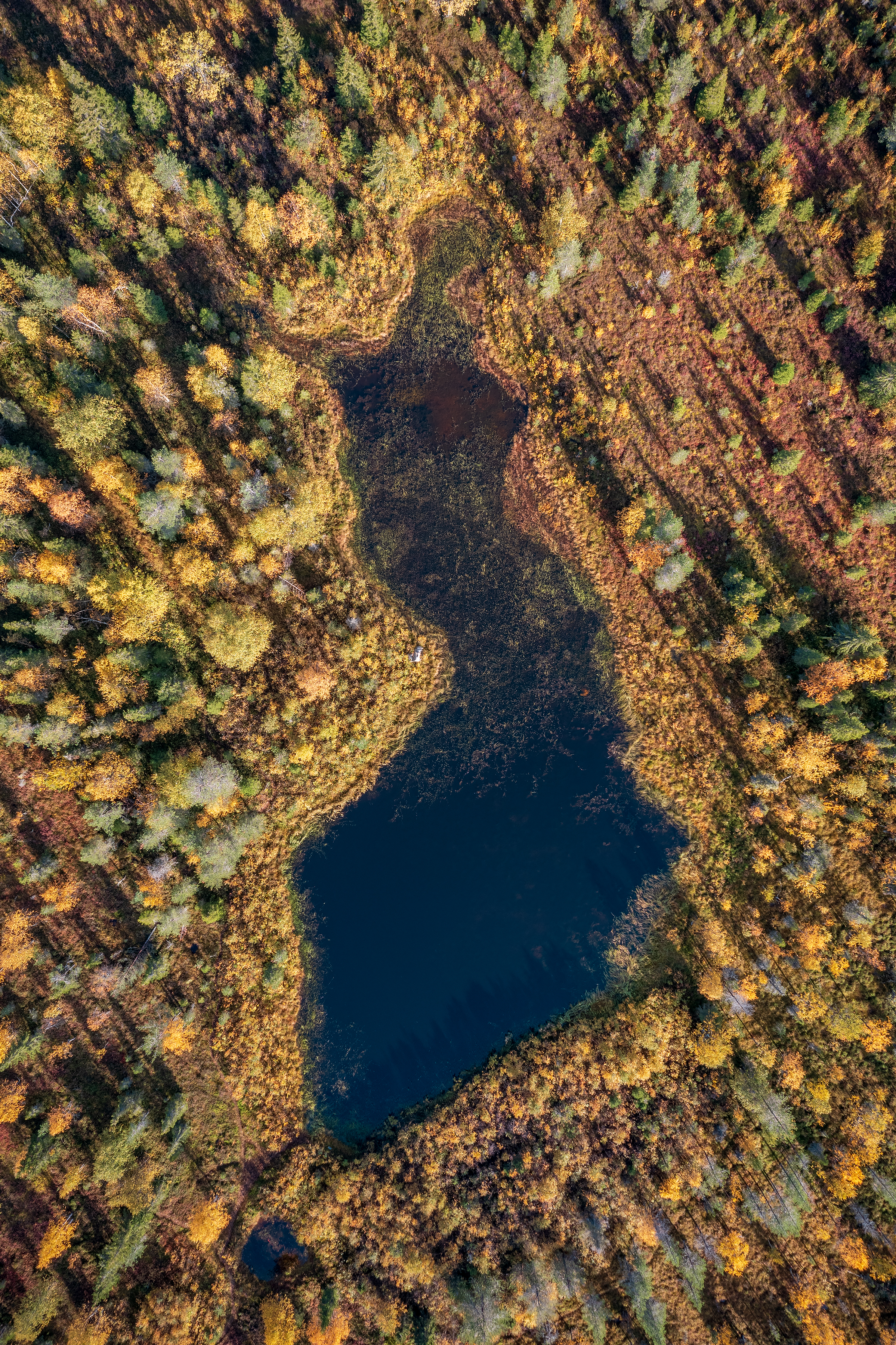
Neitokainen in 2023

Neitokainen (Fins voor "meisje"), ook wel Neitojärvi of Finlantto genoemd, is een kunstmatig aangelegd meer in Finland dat de vorm heeft van het land Finland, op een schaal van ongeveer 1:10.000. Het meer werd in 1991 aangelegd in de gemeente Kittilä, tegen de bergwand van de Vesikkovaara. Het waterlichaam heeft een gemiddelde diepte van 1 meter en is 116 meter lang.

## Geschiedenis
Toen Finland in de jaren 1990 een opleving van toerisme beleefde, werd een vakantiedorp met luxe appartementen aangelegd. Hierbij werden de contouren van het meer gemarkeerd en uitgegraven. De graafwerkzaamheden met twee graafmachines duurden een week in de zomer van 1991. Het vakantiedorp werd vanwege een recessie nooit afgebouwd; enkel het meer is blijven bestaan.